# Legend of the Liquid Sword
Legend of the Liquid Sword è il quarto album del rapper statunitense GZA, pubblicato nel 2002 da MCA Records.
Il titolo omaggia un film omonimo del 1993.
| Recensione       | Giudizio |
| ---------------- | -------- |
| AllMusic         | [ 1 ]    |
| Pitchfork        | [ 2 ]    |
| RapReviews       | [ 3 ]    |
| Stylus Magazine  | B        |
| Rolling Stone    | [ 5 ]    |
| Vibe             | [ 5 ]    |
| Robert Christgau | **       |

## Tracce
1. Intro (featuring Young Justice) – 0:42
2. AutoBio – 3:54 – Jay "Waxx" Garfield
3. Did Ya Say That? – 3:54 – Boola
4. Silent (featuring Ghostface Killah & Streetlife) – 2:41 – Bink!
5. Knock, Knock – 3:34 – Jay "Waxx" Garfield
6. Stay in Line (featuring Santi White) – 4:02 – Arabian Knight
7. Animal Planet – 4:16 – Tyquan Walker, Bink! (co-prod.)
8. Fam (Members Only) (featuring RZA & Masta Killa) – 4:10 – Mathematics
9. Legend of the Liquid Sword (featuring Anthony Allen) – 3:37 – Jaz-O
10. Fame – 3:45 – Arabian Knight
11. Highway Robbery (featuring Governor Two's) – 4:00 – Arabian Knight
12. Luminal – 2:59 – DJ Muggs
13. Sparring Minds (featuring Inspectah Deck) – 2:48 – Arabian Knight
14. Rough Cut (featuring Armel, Prodigal Sunn & 12 O'Clock) – 3:05 – RZA
15. Uncut Material – 2:58 – GZA

## Classifiche
| Classifica (2002)         | Posizione massima |
| ------------------------- | ----------------- |
| Stati Uniti               | 75                |
| US Top R&B/Hip-Hop Albums | 21                |